# Ferenc Dávid

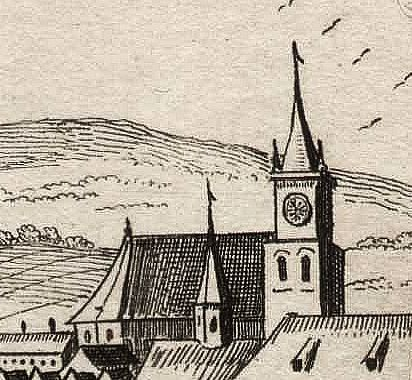
Wzniesiony w XIV wieku kościół św. Michała w Kolozsvárze został w 1566 roku przejęty przez zwolenników Franciszka Davida i przez kolejne 150 lat pełnił funkcję świątyni unitariańskiej.
(Miedzioryt Jakuba Peetersa z 1685 roku.)

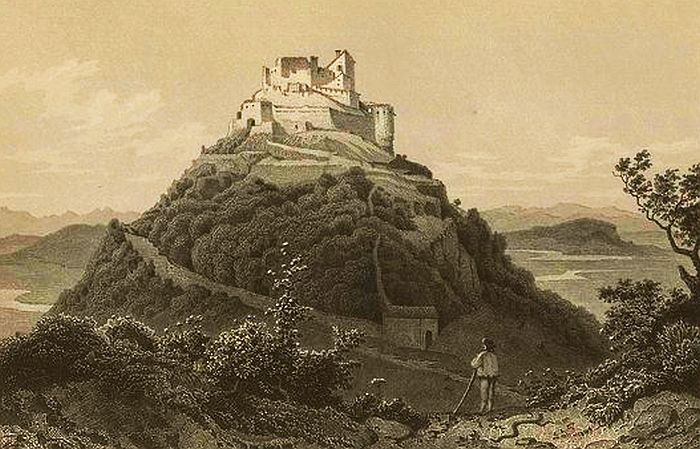
Zamek w Deva – jedna z ważniejszych twierdz w Księstwie Siedmiogrodzkim – od XVI wieku pełnił funkcję więzienia dla osób skazanych przez parlament. W jego murach, po paru miesiącach od uwięzienia, zakończył żywot Franciszek David.
(Litografia z 1856 roku.)

Ferenc Dávid (łac. Franciscus Davidis, pol. Franciszek David, ur. ok. 1510 w Kolozsvárze (Kluż Napoka), zm. 15 listopada 1579 w Devie) – węgierski pisarz i teolog unitariański, założyciel i biskup Unitariańskiego Kościoła w Siedmiogrodzie.

## Życiorys
Jego ojciec – David Helter – był rzemieślnikiem pochodzenia saskiego, matka córką węgierskiego szlachcica; po odbytych studiach we Frankfurcie nad Odrą i Wittenberdze w 1551 roku, został Dávid rektorem Katolickiego Gimnazjum w Bystrzycy. W 1554 roku przeszedł na luteranizm i rok później przeniósł się do Cluj (Kluż-Napoka). W 1564 roku został mianowany superintendentem Kościoła ewangelicko-reformowanego w Siedmiogrodzie oraz nadwornym kaznodzieją Jana Zygmunta Zápolyi. W tym samym czasie pod wpływem Jerzego Blandraty – nadwornego lekarza Jana Zygmunta Zapolyi – rozpoczął Dávid polemikę wokół osobowości Ducha Świętego; 24 lutego 1566 roku na synodzie w Torda zakwestionował dogmat o Trójcy Świętej. W styczniu 1568 roku, z inicjatywy Dávida, Jan Zygmunt Zapolya ogłosił edykt tolerancyjny na sejmie w Torda; niebawem doszło do rozłamu w łonie siedmiogrodzkiego kościoła kalwińskiego, z czego zdecydowana większość wiernych poparła unitariańskie poglądy Dávida – w tym Jan Zygmunt Zapolya, który stał się w historii jedynym panującym unitarianinem. W styczniu 1571 roku uchwałą sejmu unitarianizm został uznany za równouprawnione wyznanie obok trzech dotąd istniejących wyznań; w tym samym roku został David mianowany na superintendenta Kościoła unitariańskiego w Siedmiogrodzie. Przedwczesna śmierć Zapolyi 14 marca 1571 roku i wstąpienie na tron siedmiogrodzki Stefana Batorego przerwała pomyślny rozwój Kościoła unitariańskiego. Pomimo potwierdzenia przez Batorego prawa do wolności sumienia czterech religii (katolicyzmu, luteranizmu, kalwinizmu i unitarianizmu), dochodziło w Siedmiogrodzie do prześladowań na tle religijnym.
Pod koniec życia David zaczął głosić pogląd, że Chrystusa, który był tylko człowiekiem, nie należy wielbić ani wzywać w modlitwie (tzw. nonadorantyzm). W 1578 roku przeciwnicy Dávida wezwali do Siedmiogrodu Fausta Socyna w nadziei, że ten uświadomi go, iż nonadorantyzm skompromituje Kościół unitariański wobec innych kościołów chrześcijańskich. Socynowi nie udało się przekonać Dávida do odwołania swoich poglądów; w 1579 roku synod unitariański – odcinając się od poglądów Dávida – potwierdził boskość Jezusa oraz potrzebę inwokacji jego imienia. Oskarżono Dávida o „innowacje religijną” i podczas procesu przed sejmem generalnym w czerwcu 1571 roku skazano go na dożywotnie więzienie. Przetrzymywany w strasznych warunkach, poważnie chory, zmarł po kilku miesiącach w zamkowym więzieniu w Deva.
Najważniejsze prace spośród licznych pism Dávida: De non invocando Jesu Christo w sacris precibus (tezy przeciwne wzywaniu Chrystusa w modlitwie), opublikowane w Krakowie w 1582 roku oraz De falsa et vera unius Dei Patris, et Spiritus Sancti Filii („O fałszywej i prawdziwej jedności Boga Ojca, Syna i Ducha Świętego”), Alba Iulia 1568 rok.